# Néouya-Maryam
Néouya-Maryam (Vase de Marie), négus d’Éthiopie sous le nom de Wadem Asfara de 1372 à sa mort en 1382. Il est le fils de Saïfa-Arad.
Il règne en paix car les musulmans de l’Ifat sont divisés par des querelles de succession.

## Sources
- Hubert Jules Deschamps, (sous la direction). Histoire générale de l'Afrique noire de Madagascar et de ses archipels Tome I : Des origines à 1800. p. 401 P.U.F Paris (1970).